# Зареченский сельсовет (Липецкая область)
Заре́ченский сельсове́т — сельское поселение в Тербунском районе Липецкой области.
Административный центр — село Заречное.

## Географическое положение
Зареченский сельсовет — единственное поселение района, чья территория располагается на левом берегу реки Олым.

## История
До 1963 года территория поселения входила в состав Воловского района и носила название Казинский сельский совет.
Образовано на основании Закона Липецкой области от 02.07.2004 N 114-ОЗ «О наделении муниципальных образований в Липецкой области статусом городского округа, муниципального района, городского и сельского поселения». Границы поселения определены Законом Липецкой области от 23.09.2004 N 126-ОЗ «Об установлении границ муниципальных образований Липецкой области».

## Население
| 2009 | 2010 | 2012 | 2013 | 2014 | 2015 | 2016 |
| ---- | ---- | ---- | ---- | ---- | ---- | ---- |
| 505  | ↘491 | ↗500 | ↘499 | ↘486 | ↘481 | ↘479 |
| 2017 | 2018 | 2021 |      |      |      |      |
| ↗482 | ↘462 | ↘410 |      |      |      |      |

Поселение самое малочисленное в районе.
На 1 января 2010 года детей в возрасте от 0 до 6 — 32, от 7 до 16 — 59, жителей трудоспособного возраста — 234 человек, старше трудоспособного возраста — 171 из 496 человек.

## Состав сельского поселения
| № | Населённый пункт | Тип населённого пункта       | Население |
| - | ---------------- | ---------------------------- | --------- |
| 1 | Заречное         | село, административный центр | ↘403      |
| 2 | Секирино         | деревня                      | ↗45       |
| 3 | Усть-Юрское      | деревня                      | ↘12       |
| 4 | Шпейнарка        | деревня                      | ↘31       |

## Экономика
Сельскохозяйственные земли поселения принадлежат несколькими агропредприятиями (в том числе холдингу Сельхозинвест) и ряду крестьянско-фермерских хозяйств.

## Образование и культура
В поселении функционируют: детский сад, начальная школа, дом культуры и библиотека.
До 2009 года в Заречном работала средняя школа.

## Известные уроженцы
Печерских, Михаил Фёдорович — Герой Советского Союза.